# Jayne County
Jayne County (Dallas, Georgia, Estados Unidos, 1947), anteriormente conocida como Wayne County, es una cantante, compositora, productora discográfica y actriz transgénero estadounidense cuya carrera se extiende por seis décadas. Bajo el nombre del condado de Wayne ("Wayne County" en inglés) , la música de County ha abarcado varios estilos a lo largo de su carrera desde inicio de los 70, incluidos glam rock y proto punk con Queen Elizabeth y punk rock con Wayne County And The Backstreet Boys y Wayne County And The Electric Chairs y boogie-woogie en su ámbito artístico personal. Aunque County jamás consiguió un éxito comercial, ha influenciado a varios artistas internacionales, incluidos David Bowie, Ramones , Patti Smith, Pete Burns de Dead Or Alive y Lou Reed.
County no pensó que su nombre de nacimiento Wayne Rogers "sonara muy glamoroso", así que decidió adoptar el nombre del condado en el que se encontraba, en Detroit porque admiraba a las bandas de esa ciudad como Iggy Pop con The Stooges y MC5. Muchas de las canciones de County se han hecho famosas, entre ellas "Man Enough to Be a Woman", "Stuck on You," y "Night Time"; también apareció como actriz en The Factory de Andy Warhol y tuvo una breve asociación con David Bowie durante la década de 1970. County interpretó a "Lounge Lizard" en la primera película de punk rock Jubilee de Derek Jarman de 1978 (donde compartió escenario con Siouxsie And The Banshees y Adam & the Ants), y además su banda interpretó el tema "Paranoia Paradise", que también apareció en el álbum "Jubilee Soundtrack", lanzado por Polydor UK en 1978. Wayne County And The Electric Chairs fueron apoyadas por la banda The Police durante su gira de 1977 por Holanda, más tarde reclutando al guitarrista de The Police Henry Padovani en la guitarra rítmica.

## Biografía
County abandonó su ciudad natal de Dallas (Georgia) en 1968 para establecerse en Nueva York, donde se convirtió en una habitual del Stonewall Inn y participó en los disturbios de Stonewall. En 1969, el/la participante de la camarilla (y dramaturgo/a) Jackie Curtis le pidió que apareciera en su obra Femme Fatale (Mujer Fatal), en el La MaMa Experimental Theatre Club del East Village de Manhattan. En su autobiografía, County afirma sobre Curtis: 
Ella era mi mayor influencia, la persona que realmente hizo que diera mis primeros pasos.
Tras una exitosa temporada en el La Mama Experimental Theatre Club, County escribió su propia obra e teatro, World - Birth of a Nation (Mundo - Nacimiento de una Nación), en la que también actuaba, llamando la atención de Andy Warhol, quien la eligió para el elenco de su obra teatral Pork. Tras una temporada en Nueva York, la obra con todo su elenco se trasladó a Londres por unos pocos meses. Tras regresar a Nueva York, County trabajó en otra obra, Island (Isla), de Tony Ingrassia, en la que trabajó con Patti Smith, con quien ya había coincidido anteriormente.
En 1972 County formó su primera banda, Queen Elizabeth, una de las pioneras de las bandas de glam rock. Firmó con MainMan Management, compañía que también trabajaba con David Bowie, más sin embargo, nunca publicaron ningún álbum. En 1974 la empresa gastó más de 200.000 dólares en filmar la obra de teatro musical "Wayne At The Trucks" (Wayne en los Camiones), de la cual nunca se emitieron imágenes, ni siquiera pirateadas. En dicha obra destacaban los numerosos cambios de vestuario y el material sexualmente explícito, cabe destacar que esta obra de teatro musical musical, fue un prototipo de lo que luego sería su siguiente banda "Wayne County and The Backstreet Boys". El filme permanece (presumiblemente) en poder de Bowie, aunque en 2006 se publicaron ocho grabaciones en directo en forma de audio en el CD Wayne County At The Trucks, del sello Munster Récords. Según County, dicha obra fue la mayor inspiración para el espectáculo de Bowie con que acompañó al álbum Diamond Dogs (Perros de Diamante). Concretamente, County mantiene que la canción "Queenage Baby" fue prototipo de la canción "Rebel Rebel" de Bowie, afirmación que respaldan algunos críticos de rock.
En 1974, forma su nueva banda "Wayne County and The Backstreet Boys", County grabó tres pistas para la recopilación Max's Kansas City: New York New Wave, que también contenía colaboraciones de Suicide, Pere Ubu, Cherry Vanilla y The Fast. Wayne County and The Backstreet Boys tocaban frecuentemente en el mítico club CBGB y en Max's Kansas City, donde County era también DJ, esta formación contaba además con Marc Steven Bel en la batería, después conocido posteriormente como Marky Ramone (Quién fue luego baterista de The Voidoids y donde se unió a los Ramones 3 años después). En 1976 la banda apareció en la película de documental The Blank Generation (La Generación Perdida), dirigida por Amos Poe e Ivan Kral y protagonizada por el músico punk Richard Hell. La película, la grabación y los espectáculos fueron el inicio de lo que vendría a llamarse punk rock y ayudaron a definir este movimiento en toda una generación de jóvenes dentro de Estados Unidos e Inglaterra.
En 1977 County dejó Nueva York para volver a Londres, donde la escena punk inglesa comenzaba a emerger influenciada por la escena estadounidense. Allí formó la banda de punk rock "Wayne County and the Electric Chairs" junto a Greg Van Cook, otro antiguo miembro de "Wayne Country and The Backstreet Boys". County publicó el EP Electric Chairs 1977 (Sillas Eléctricas 1977) y un sencillo en Illegal Records. A continuación grabó su canción más famosa, "Fuck Off" (Que te Jodan), como sencillo para Safari Records, acompañada de una gira europea de promoción. Durante su estancia en Londres, County conoció a Derek Jarman, quien la eligió para el papel de "Lounge Lizard" en la pionera película punk Jubilee, protagonizada también por Adam Ant, Toyah Willcox, Ian Charleson y Jordan. Tras esto The Electric Chairs grabaron su primer álbum, titulado como la banda, y un EP titulado Blatantly Offensive (Estridentemente Ofensivo), que contenía "Fuck Off" y "Toilet Love" (Amor de Váter). Tras una gira, siguió otro álbum titulado Storm The Gates Of Heaven (Asaltad las Puertas del Cielo). El siguiente álbum, publicado en 1979, fue Things Your Mother Never Told You (Cosas que tu Madre Nunca te Dijo), que contenía varias canciones basadas en las recientes experiencias de County en Alemania. Tras su publicación, la banda se disolvió y County (junto con el guitarrista Eliot Michaels) volvió a los Estados Unidos. Ese fue el momento en que oficialmente cambió su nombre artístico a "Jayne County" y comenzó a autoidentificarse como mujer. El último disco publicado por County en Safari Records, Rock and Roll Resurrection (In Concert) (La Resurrección del Rock and Roll), un álbum en directo grabado la Nochevieja de 1979 en Toronto, llevaba ya su nuevo nombre.
En 1983 County regresó a Nueva York, donde apareció en el montaje teatral Les Girls (Les Chicas) con Holly Woodlawn y otros artistas. Después volvió a Londres con ocasión del estreno de City Of Lost Souls (La Ciudad de las Almas Perdidas) y permaneció allí el suficiente tiempo como para completar una gira y grabar un nuevo disco, Private Oyster (Ostra Privada), con Warren Heighway como mánager. En su banda había miembros de varias bandas de rock británicas, entre otros los guitarristas de Mánchester Stuart Clarke y Chris Lynch, y Baz Creece en la batería. Tras una amplia atención mediática volvió una vez más a Estados Unidos.
En los años 90 muchas de sus anteriores grabaciones fueron publicadas, como por ejemplo sus primeras canciones en Safari en un disco llamado Rock and Roll Cleopatra. Grabó el álbum Goddess of Wet Dreams (Diosa de los Sueños Húmedos) en 1993, y Deviation en 1995. Ese mismo año apareció en Wigstock: The Movie (Wigstock: La Película) y publicó su autobiografía, Man Enough To Be A Woman (Lo Suficientemente Hombre para Ser Mujer).

## Filmografía
- The Blank Generation, dirigida por Ivan Kral y Amos Poe (1976)
- The Punk Rock Movie, dirigida por Don Letts (1977)
- Punk In London, dirigida por Wolfgang Büld
- Jubilee, dirigida por Derek Jarman
- City Of Lost Souls. dirigida por Rosa von Praunheim (1982)
- Wigstock:The Movie, dirigida por Barry Shils (1995)
- Born To Lose: The Last Rock 'N' Roll Movie, dirigida por Lech Kowalski (1999)
- King of Punk, dirigida por Kenneth van Schooten (2007)
- Squeezebox!, dirigida por Steven Saporito and Zach Shaffer (2008)

## Libros
- Man Enough To Be A Woman, Jayne County y Rupert Smith, 1995, publicado por Serpents's Tail ISBN 1-85242-338-2

## Discografía
- The Electric Chairs 1977 (EP), Illegal Records (1977)
- The Electric Chairs, Safari Records (1978)
- Blatantly Offensive (EP), Safari Records (1978)
- Storm The Gates Of Heaven, Safari Records (1978)
- Things Your Mother Never Told You, Safari Records (1979)
- Rock and Roll Resurrection (In Concert), Safari Records (1980)
- Rock and Roll Resurrection (In Concert), Attic Records Limited (1980)
- Twist And Shout/Boys, sencillo en 45 RPM con Jimi LaLumia & The Psychotic Frogs, con la participación de Johnny Thunders y Cherry Vanilla (1981)
- Private Oyster, Revolver Records (1987)
- Goddess Of Wet Dreams, ESP Records (1993)
- Deviation, Royalty Records (1995)
- Wash Me In The Blood (Of Rock & Roll)- Live at Squeeze Box, Fang Records (2002)
- So New York, Ratcage Records (2003)
- Wayne County At The Trucks, Munster Records (2006)
- Razor Clam, sencillo con She Wolves, Poptown Records (2007)
- California Uber Alles, (sencillo con She Wolves), Poptown Records (2007)